# 富士電機アセッツマネジメント
富士電機アセッツマネジメント株式会社（ふじでんきあせっつまねじめんと）は、過去に存在した富士電機グループ企業（富士電機ホールディングス株式会社の100％子会社）である。

## 概要
元々は富士電機グループ持株会社体制成立に伴って設立された同社グループの機器・制御部門の中核事業会社「富士電機機器制御株式会社」（旧社）であったが、2008年に機器・制御部門が電機システム部門に統合され、同部門の中核事業会社「富士電機システムズ株式会社」及び、同部門で器具分野を担う新生「富士電機機器制御株式会社」（シュナイダーエレクトリックグループとの合弁会社）に分割統合されて消滅した。以下がその経緯である。
- 2008年7月1日をもって、富士電機グループ電機システム部門中核事業会社の富士電機システムズと富士電機機器制御が事業統合して、新生「富士電機システムズ株式会社」を設立することと、受配電・制御機器事業（器具分野）を新設するシュナイダーエレクトリックグループとの合弁会社に継承することが同年3月に発表された。
  - しかし、独占禁止法の対処など法的手続きに時間がかかり7月1日の実施に合弁会社設立が間に合わなくなったため、7月は富士電機システムズとの事業統合のみ吸収分割方式で実施され、受配電・制御機器事業に関しては合弁会社設立までの間、富士電機機器制御が存続して事業を継続することとされた。
  - そして、2008年10月1日にシュナイダーエレクトリックグループとの合弁会社が設立されることが決定・実施された。
    - 吸収分割を行い、シュナイダーエレクトリック日本法人に、受配電・制御機器事業を継承させ、同時に商号変更させて新生「富士電機機器制御株式会社」となった。
- 旧 富士電機機器制御は、「富士電機アセッツマネジメント株式会社」に商号変更し、新生「富士電機機器制御株式会社」（旧シュナイダーエレクトリック日本法人）の資産管理会社となった後に、富士電機システムズに吸収合併されて消滅した。

## 沿革
- 2003年10月1日 - 富士電機グループ純粋持ち株会社制へ移行により、富士電機株式会社（同日「富士電機ホールディングス株式会社」に商号変更）機器・制御カンパニーを機器・制御部門中核事業会社「富士電機機器制御株式会社」として新設分割（初期の計画では「富士電機エーアンドディー株式会社」という商号にする予定だった。なお、後の資料では、“富士電機エーアンドディーに新設分割で継承し、富士電機機器制御に商号変更した”という説明になっているため、一旦当初の計画通り「富士電機エーアンドディー株式会社」として新設分割してから「富士電機機器制御株式会社」に商号変更としたと思われる）。
- 2004年6月 - フランスのシュネデール エレクトリック インダストリーズ社（シュナイダーエレクトリック）と低圧遮断器（MCCB）事業で業務提携し、中国に現地合弁会社を設立
- 2005年4月1日 - 内部電源事業を富士電機システムズ株式会社に移管。
- 2008年3月27日 - 7月に富士電機システムズと事業統合すること及び受配電・制御機器事業をシュナイダーエレクトリックとの合弁会社に移管することを発表。
- 2008年7月1日 - システム機器事業本部・電源営業部門が吸収分割で富士電機システムズと事業統合、富士電機グループ機器・制御部門を電機システム部門に統合。
- 2008年10月1日 - 「富士電機アセッツマネジメント株式会社」に社名変更。
事業部門（残った器具事業本部）を吸収分割で、シュナイダーエレクトリック株式会社に統合・商号変更させ、新生「富士電機機器制御株式会社」（富士電機アセッツマネジメント約63％、シュナイダー・エレクトリック・ホールディングス37％の持ち株比率）を設立、子会社化。
- 2009年3月17日 - 富士電機システムズ株式会社に吸収合併され消滅

## 過去に存在した事業所

### 新 富士電機機器制御継承
- 吹上事業所
- 大田原事業所

### 富士電機システムズ継承
- 安曇野事業所
- 鈴鹿事業所

## 過去の主力製品・事業

### 新 富士電機機器制御継承
- 開閉・低圧受配機器（一部は機器制御傘下の富士電機テクニカに移管）
- 制御機器（一部は富士電機テクニカに移管）
- 安全機器
- エンクロージャ
- ガス関連機器

### 富士電機システムズ継承
- プログラマブル制御機器・ネットワーク機器
- 駆動制御機器（一部は富士電機テクニカに移管）
- 監視・計測、高圧受配電機器（一部は富士電機テクニカに移管）
- 電源機器（一部は富士電機テクニカに移管）
システムズ社に移管された製品の中に機器制御社子会社のテクニカ社移管商品が混在している理由は、システム機器事業・電源事業のシステムズ社への事業継承が行われた際に、それ以前にテクニカ社へ移管していた同事業の製品をシステムズ社への移管対象としなかった為である。

## 主要子会社
- 富士電機機器制御株式会社（シュナイダー・エレクトリック・ホールディングスとの合弁）

### 新 富士電機機器制御継承
- 秩父富士株式会社
- 富士電機テクニカ株式会社（新 機器制御←システムズ←アセッツマネジメント）
- 北海道富士電機株式会社
- 宝永電機株式会社
- 富士電機大連
- 常熱富士
- SFBD
- 富士電機機器制御シンガポール
- 富士電機機器制御台湾
- 富士電機機器制御韓国
- 富士電機（亞洲）社

### 富士電機システムズ継承
- 富士電機ハイテック株式会社（2005年4月の内部電源事業移管に伴う移管。電源事業再編に伴い2010年1月、富士電機システムズに吸収合併され消滅）
- 富士電機モータ株式会社（モータ事業再編に伴い2009年4月、富士電機システムズに吸収合併され消滅）
- 富士電機モータサービス株式会社（2009年2月、富士電機テクニカのCE部門と事業統合し、富士電機FAサービス株式会社に商号変更）
- 発紘電機株式会社
- 富士電機エフテック株式会社（2010年4月に富士電機ホールディングス直系となった。ホールディングス←システムズ←アセッツマネジメント）
- 九州富士電機株式会社（営業再編に伴い2009年7月、富士電機システムズに吸収合併され消滅）
- 中部富士電機株式会社（営業再編に伴い2009年7月、富士電機システムズに吸収合併され消滅）
- 東北富士電機株式会社（営業再編に伴い2009年7月、富士電機システムズに吸収合併され消滅）
- 西日本富士電機株式会社（営業再編に伴い2009年7月、富士電機システムズに吸収合併され消滅）
- 富士電機EIC株式会社（営業再編に伴い2009年7月、富士電機システムズに吸収合併され消滅）